# Правов ред
Правовият ред е състояние на обществените отношения, който обезпечава законността и прилагането на правните норми, и съставлява един от компонентите на обществения ред.
Правовият ред е действителното състояние на социалните взаимоотношения, като качествен израз на върховенството на закона.
Върху правовия ред влияят обичаите, нормите на морала в обществото и други фактори. Признаците на правовия ред са:
1. определеност;
2. системност;
3. организираност;
4. държавна гарантираност;
5. устойчивост;
6. единство.